# Ralph Samantha & The Medicine Men
Ralph Samantha & The Medicine Men is een Belgische voormalige rockabilly- en tex-mex-groep die begin jaren negentig twee albums uitbracht. De groep ontstond uit de coverband The Samantha Brothers.
De band speelde onder meer op de Lokerse Feesten, het Cactusfestival en Marktrock.

## Discografie
Discografie:
- In need of the medicine (CNR, 1990)
- Carnival of the heart (BMG Ariola/RCA, 1993)